# みうらかれん
みうらかれん（1993年1月11日 - ）は、日本の児童文学作家。

## 略歴
兵庫県芦屋市出身。大阪芸術大学文芸学科卒業。大学在学中の2011年に、『夜明けの落語』で第52回講談社児童文学新人賞佳作を受賞（当時の筆名は伊達水鏡）。

## 著書
- 『夜明けの落語』大島妙子絵 講談社 2012
- 『なんちゃってヒーロー』佐藤友生絵 講談社 2013
- 『おなやみ相談部』講談社 2015
- 『化け猫 落語 1 おかしな寄席においでませ!』中村ひなた絵（講談社青い鳥文庫）2017
- 『化け猫 落語 2 ライバルは黒猫!?』中村ひなた絵（講談社青い鳥文庫）2017
- 『おしごとのおはなし 新聞記者 新聞記者は、せいぎの味方?』宮尾和孝絵（シリーズおしごとのおはなし 新聞記者）講談社青い鳥文庫、2018

### 共著
- 『秘密』小林深雪,片川優子,陣崎草子,安田夏菜共著 講談社 YA!アンソロジー 2015
- 『14歳 = FOURTEEN』小林深雪,安田夏菜,如月かずさ,市川朔久子共著 講談社 YA!アンソロジー 2016
- 『家族コンプレックス』長江優子共著 金の星社 NHKオトナヘノベル 2017
- 『小説チア☆ダン 女子高生がチアダンスで全米制覇しちゃったホントの話』林民夫映画脚本 榊アヤミ絵 角川つばさ文庫 2017
- 『恋愛トラブル・ストーカー』長江優子,宮下恵茉共著 金の星社 NHKオトナヘノベル 2017
- 『13歳は怖い 新学期の落とし穴』池田美代子,にかいどう青,伊藤クミコ,高上優里子共著（講談社青い鳥文庫）2018